# Exorista dasyops
Exorista dasyops là một loài ruồi trong họ Tachinidae.